# Egidijus Meilūnas

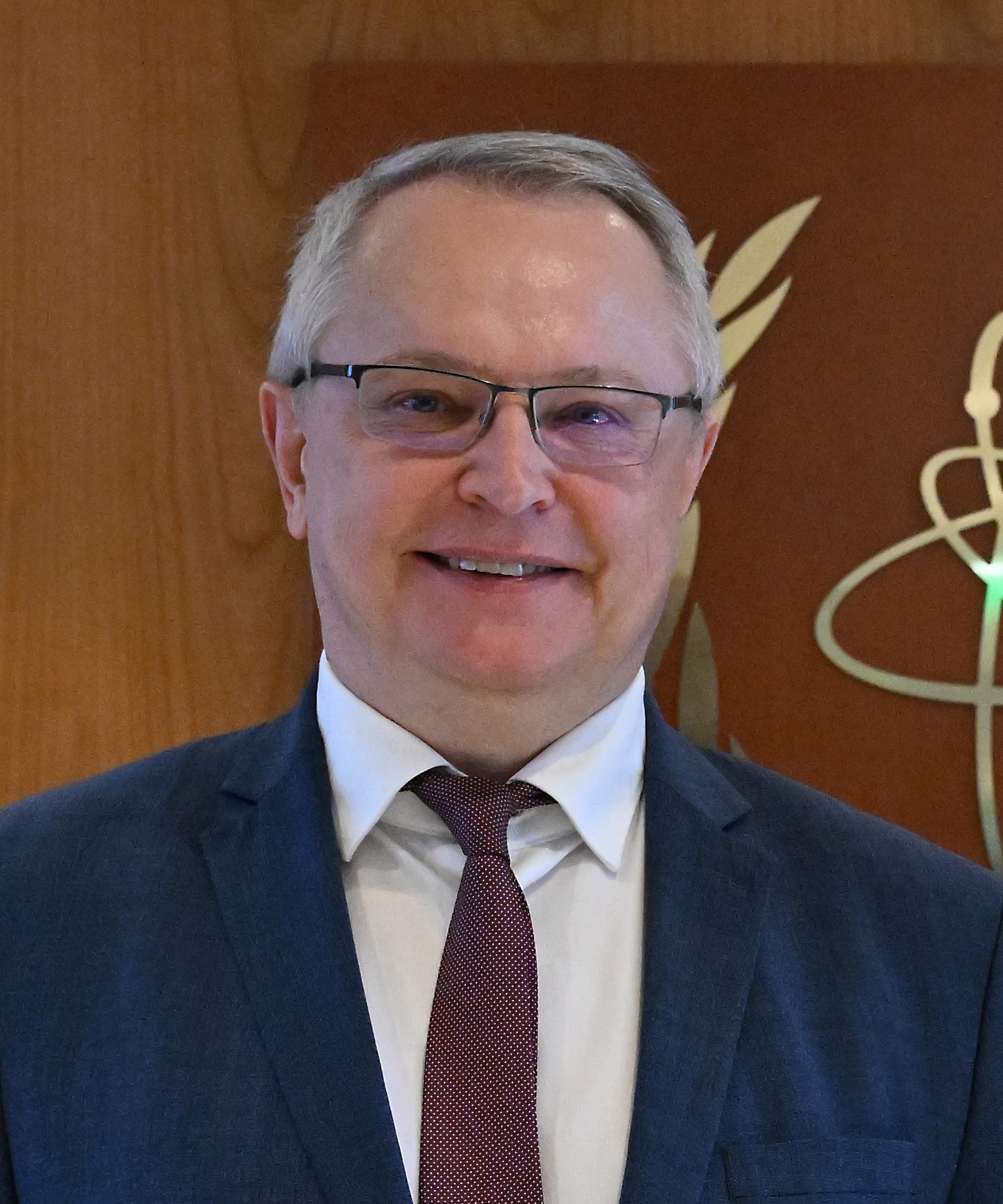
Egidijus Meilūnas

Egidijus Meilūnas (* 14. April 1964) ist ein litauischer Diplomat,  Politiker und Vizeminister.

## Leben
1989 absolvierte er ein Studium der Pädiatrie an der Fakultät für Medizin und 2001 an der Fakultät für Recht der Vilniaus universitetas. Bis 1990 war er wissenschaftlicher Mitarbeiter am Lehrstuhl für Chirurgie, danach Diplomat und Mitarbeiter im Außenministerium Litauens, Botschafter. Von 2010 bis 2012 war er  und  im Dezember 2020 wurde er Vizeminister (Stellvertreter von Gabrielius Landsbergis am Außenministerium im  Kabinett Šimonytė, geleitet von Ingrida Šimonytė).